# 田原村 (千葉県)
田原村（たばらむら）は、千葉県安房郡（長狭郡）にかつて存在した村である。現在の鴨川市の中部に位置している。

## 地理
現在の鴨川市域を、鴨川市成立時およびその後の合併時の町村によって4地区に区分する場合、「鴨川地区」の一部に位置付けられている。鴨川市域を町村制施行当時の町村（旧町村）によって12地区に区分する場合は「田原地区」とされ、現在の大字では坂東（ばんどう）・押切（おしきり）・池田（いけだ）・京田（きょうでん）・太田学（おだがく）・竹平（たけひら）・川代（かわしろ）・太尾（ふとお）・来秀（らいしゅう）・大里（だいり）および田原西（たばらにし）が含まれる。

## 歴史

### 前近代
『和名類聚抄』（和名抄）に記載のある長狭郡田原郷について、当地に比定する説がある:1089。古代の田原郷は、酒井郷の東、加茂郷の西北にあったとされる:1091。
『明治22年千葉県町村分合資料』によれば、池田・京田・太田学・竹平・坂東の5か村は、古くは西打墨と呼ばれ、年代は不明ながら西打墨から田原郷が分村し、田原郷が池田村と改称して、寛永元年に5か村に分割された。『千葉県安房郡誌』が引く『安房国誌』によれば、田原荘に太田学・池田・京田の3か村があったが、寛永元年に池田村が割かれて京田・太田学・竹平・坂東の4か村に分けられたという:1091。

### 近代
1878年（明治11年）、千葉県に郡区町村編制法が施行されると、のちの田原村域の北部に池田村・押切村・京田村・太田学村・竹平村・坂東村の連合（坂東村外5か村連合戸長役場:1092）、南部に川代村・来秀村・太尾村・大里村の連合（川代村外3か村連合戸長役場:1092）が成立。1884年（明治17年）に戸長役場の管轄変更が行われた際に、10か村が1つの連合にまとまった（坂東村外9か村連合戸長役場:1092）。1887年（明治20年）、坂東村に役場が新築された:1092。
1889年（明治22年）、町村制の施行にともない、10か村がそのまま1つの村となり、田原村が発足。新村名は、かつてこの地域の一部が田原郷と呼ばれ、当時も「田原」という呼称が使われていたことから来ている。

### 行政区画・自治体沿革
- 1889年（明治22年）4月1日 - 町村制の施行により池田村、押切村、京田村、太田学村、竹平村、坂東村、川代村、太尾村、来秀村、大里村が合併して長狭郡田原村が発足。
- 1897年（明治30年）4月1日 - 長狭郡が安房郡に編入。
- 1954年（昭和29年）7月1日 - 鴨川町、西条村、東条村 と合併し、改めて鴨川町を新設。同日田原村廃止。

## 経済
1888年（明治21年）に記された分合取調文書によれば、住民はおおむね農業で生計を立てていたとある。
1926年（大正15年）の『安房郡誌』によれば、村は純農村で、肥沃な土地は農耕に適するとある:1093。副業としては畜産の発展が挙げている:1093。同書では藁製品の製造や林業にも言及がある:1093。

## 交通

### 道路
- 長狭街道
- 久留里街道 - 北部をかすめているが、主要部からは直接行けない。